# Estación de Ategorrieta
Ategorrieta es un apeadero ferroviario situado en la ciudad española de San Sebastián en el barrio de Ategorrieta.
Forma parte la línea C-1 de la red de Cercanías San Sebastián operada por Renfe.  

## Situación ferroviaria
La estación se encuentra en el punto kilométrico 624,307 de la línea férrea de ancho convencional que une Madrid con Hendaya a 19,26 metros de altitud.

## Historia
La estación fue inaugurada el 18 de octubre de 1863 con la puesta en marcha del tramo Irún-San Sebastián de la línea radial Madrid-Hendaya. Su explotación inicial quedó a cargo de la Compañía de los Caminos de Hierro del Norte de España, quien mantuvo su titularidad hasta que en 1941 fue nacionalizada e integrada en la recién creada RENFE. Desde el 31 de diciembre de 2004 Renfe Operadora explota la línea mientras que Adif es la titular de las instalaciones ferroviarias.  

## Servicios ferroviarios

### Cercanías
Los trenes de cercanías de la Línea C-1 son los únicos que se detienen en la estación. 